# Macrozamia riedlei
Macrozamia riedlei is een palmvaren uit de familie Zamiaceae. De soort is endemisch in het zuidwesten van West-Australië, waar deze voorkomt op laterische bodems en als ondergroei in jarrahbossen. De soort staat op de Rode Lijst van de IUCN geklasseerd als 'niet bedreigd'.